# 渚のモニュメント
「渚のモニュメント」（なぎさのモニュメント）は、1986年3月21日に発売されたEPOの10枚目のシングル。発売元はDear heart / MIDI。

## 概要
A面曲「渚のモニュメント」は、「音楽のような風」に続いてビクター "DYNAREC"（ダイナレック）ビデオテープ・CFソングとして使用された。
B面曲「すてきなジェニー」は、タカラ『ジェニー』イメージソング。

## 収録曲
| 全作詞・作曲: EPO。 |                              |           |            |                                   |      |
| #                   | タイトル                     | 作詞      | 作曲・編曲 | 編曲                              | 時間 |
| 1.                  | 「渚のモニュメント」         | EPO       | EPO        | 清水信之                          | 4:42 |
| 2.                  | 「すてきなジェニー」(CM-Mix) | EPO       | EPO        | 宮田茂樹 大谷幸(ストリングス編曲) | 1:46 |
| 合計時間:           | 合計時間:                    | 合計時間: | 6:28       |                                   |      |

## リリース日一覧
| 地域 | リリース日    | レーベル          | 規格               | 規格品番 | 備考 |
| ---- | ------------- | ----------------- | ------------------ | -------- | ---- |
| 日本 | 1986年3月21日 | Dear heart / MIDI | 7"シングルレコード | MIS-12   |      |

## 収録アルバム
渚のモニュメント
- 『PUMP! PUMP!』
- 『SINGLE TRACKS』

すてきなジェニー
- 『PUMP! PUMP!』
- 『CM TRACKS』